# فوزی علیدرا
فوزی علیدرا (انگلیسی: Fouzi Alidra؛ زادهٔ ۶ اوت ۱۹۷۱) بازیکن فوتبال است.
از باشگاه‌هایی که در آن بازی کرده‌است می‌توان به باشگاه فوتبال نیم المپیک اشاره کرد.